# Seamaster-Klasse (1967)
Die Seamaster-Klasse des Marad Design C4-S-69a, später Marad Design C6-s-69c war ein in fünf Einheiten gebauter Schiffstyp der American President Lines. Die Schnellfrachter galten beim Bau als die größten und schnellsten konventionellen Stückgutschiffe.

## Geschichte
Der Entwurf der Seamaster-Klasse wurde von der US-amerikanischen Reederei American President Lines beim New Yorker Schiffsingenieurbüro George G. Sharp in Auftrag gegeben. Der Bau der fünf jeweils rund 13,5 Millionen US-Dollar teuren Schiffe wurde von der MARAD im Rahmen des Long Range Shipbuilding Program zunächst als Typ C4-S-69a geführt. Die Bauwerft Ingalls Shipbuilding aus Pascagoula lieferte die Schiffsserie 1967/68 innerhalb von nur sieben Monaten ab. Eingesetzt wurden die Schiffe schließlich auf den von den American Mail Lines betriebenen Diensten von den Vereinigten Staaten nach Asien. Nach rund fünf Dienstjahren wurden alle fünf Schiffe 1972 bei der Werft Todd Shipyards in San Pedro verlängert und zu Vollcontainerschiffen umgerüstet. Nach dem Umbau erhielten die Schiffe die MARAD-Bezeichnung C6-s-69c.
Der Schiffstyp erreichte durch seinen Getriebedampfturbinenantrieb Geschwindigkeiten von 24 Knoten. Auf der Rückreise ihrer Jungfernfahrt erreichte das Typschiff President van Buren 1967 von Yokohama nach San Francisco einen Geschwindigkeitsrekord mit einer Durchschnittsgeschwindigkeit von 25,55 Knoten. Eine technische Besonderheit der Schiffe war ein am Untersetzungsgetriebe angebauter elektrischer Notantrieb mit einer Leistung von rund 700 PS, der von einem Gasturbinengenerator gespeist wurde.

## Übersicht
Es wurden fünf MARAD Typ C4-S-69a-Schiffe gebaut.
| Seamaster-Klasse             | Seamaster-Klasse         | Seamaster-Klasse | Seamaster-Klasse   | Seamaster-Klasse |
| Bauname                      | Werft/Baunummer          | IMO-Nummer       | Indienststellung   | Umbenennungen und Verbleib |
| ---------------------------- | ------------------------ | ---------------- | ------------------ | --- |
| President van Buren          | Ingalls Shipbuilding/489 | 6708496          | 29. September 1967 | 1988 Howell Lykes, 1993 President van Buren, 1993 Van Buren, ab 17. Dezember 1993 in Alang verschrottet |
| President Grant              | Ingalls Shipbuilding/490 | 6711558          | 27. Oktober 1967   | am 1. September 1976 im dichten Nebel in der Hafeneinfahrt von Keelung gestrandet, am 9. September freigeschleppt und gesunken |
| President Taft               | Ingalls Shipbuilding/491 | 6718518          | 15. Dezember 1967  | am 22. Dezember 1992 zum Abbruch an Chien Yu Steel Company in Kaohsiung verkauft |
| President McKinley           | Ingalls Shipbuilding/492 | 6728147          | 18. März 1968      | am 12. April 1987 an Lykes Lines verchartert und in Almeria Lykes umbenannt, später zurück und am 9. Februar 1993 an Sealand verchartert und in Sea-Land Shining Star umbenannt, am 15. September 1993 an Sealand verkauft, Abbruch in Alang ab 3. Mai 1996                             |
| President Johnson            | Ingalls Shipbuilding/493 | 6812429          | 31. Mai 1968       | Stapellauf als President Filmore, am 10. Mai 1987 an Lykes Lines verchartert und in Mason Lykes umbenannt, am 28. Juni 1993 zurück, wieder in President Filmore umbenannt und in San Diego aufgelegt, am 4. Januar 1994 an Western Overseas Company verkauft und in Indien verschrottet |
| Daten: Equasis, grosstonnage |                          |                  |                    | |